# Hugo II. Logothetti

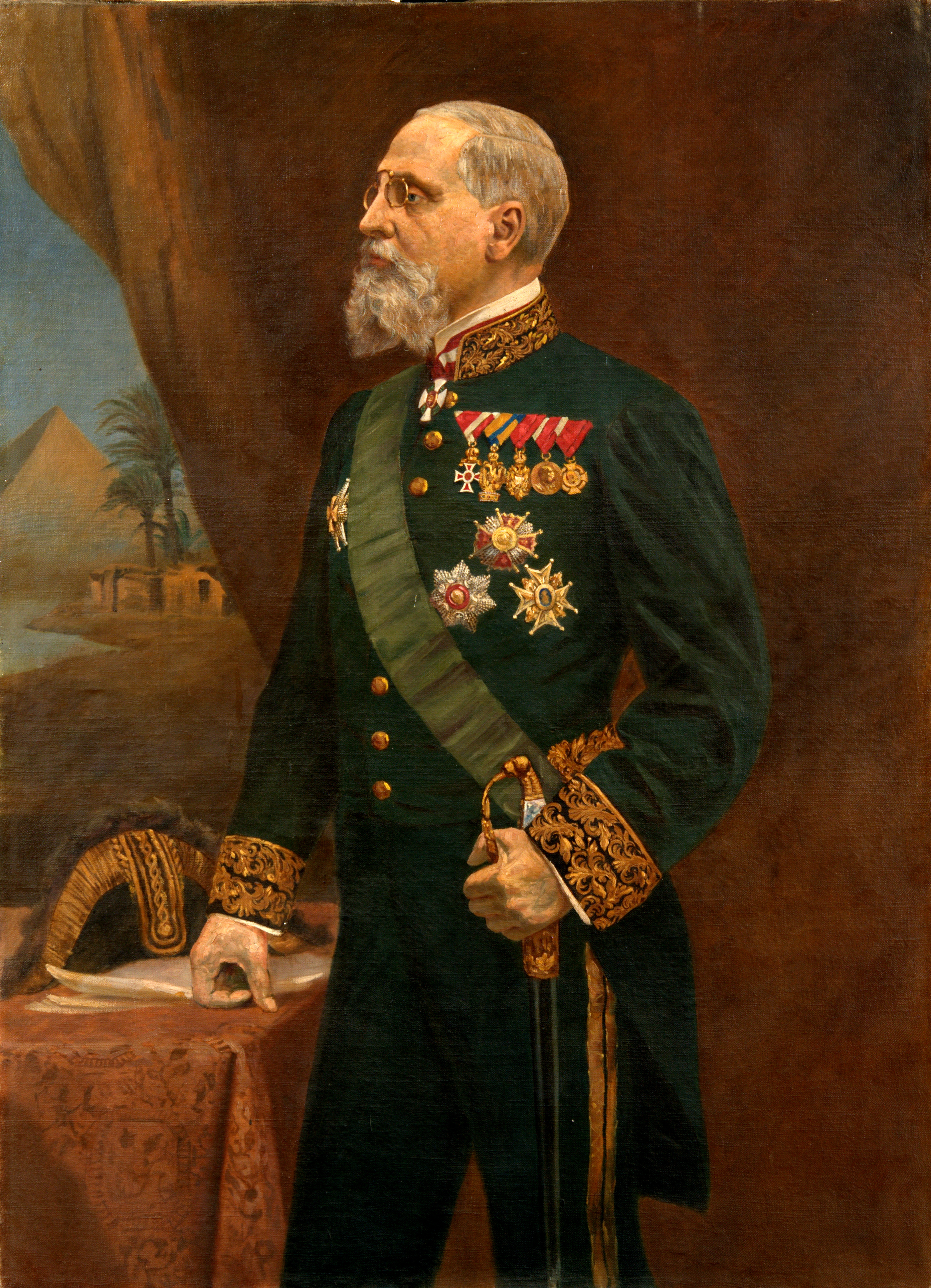
Hugo II. Graf Logothetti, Gemälde aus 1912 von Karel Žádník, seit 1945 im Slovácké muzeum, Uherské Hradiště

Hugo Wladimir Emanuel Karl Borromäus Franz de Paula Johannes Nepomuk Graf Logothetti (* 2. Oktober 1852 in Klausenburg; † 3. August 1918 in Teheran) war ein österreichisch-ungarischer Diplomat und der letzte Gesandte der k. u. k. Monarchie in Teheran.

## Herkunft

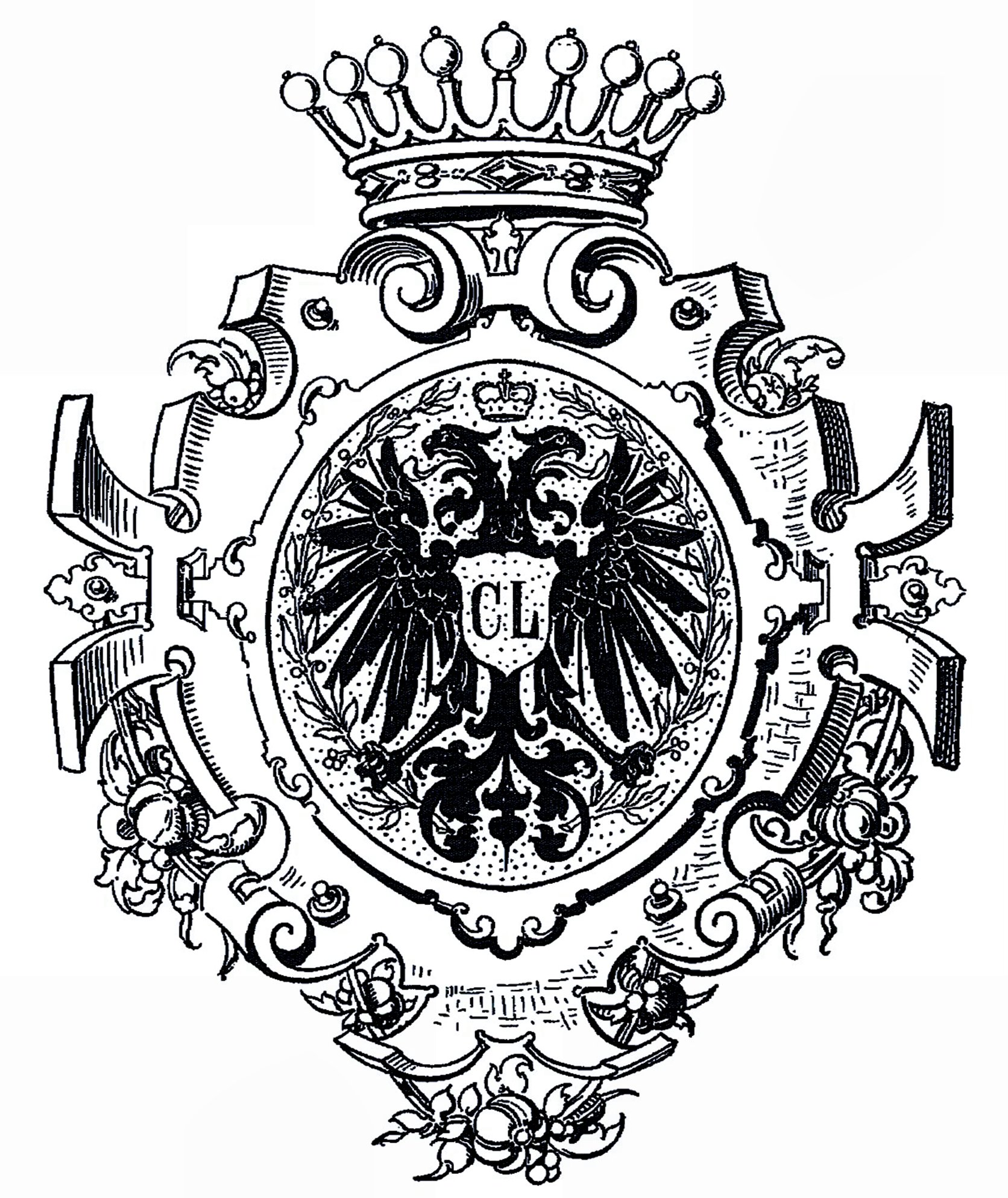
Wappen des Geschlechts Logothetti

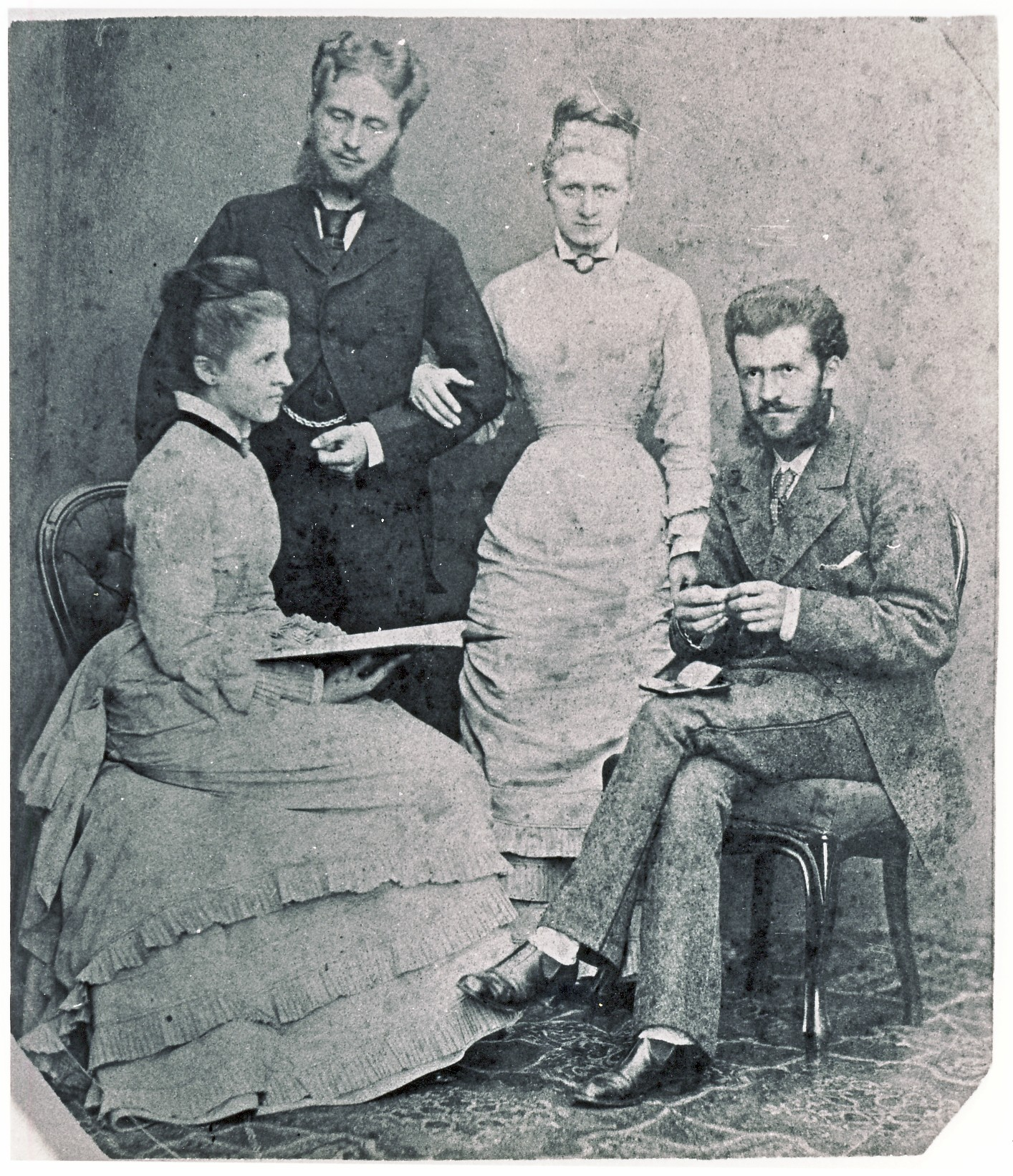
Die Geschwister Logothetti. Von links nach rechts: Rosa Gfn. Logothetti (1856–1941), Hugo II. Gf. Logothetti (1852–1918), Maria Freiin Taxis geb. Gfn. Logothetti (1859–1929), Alfred Gf. Logothetti (1853–1923). Bilowitz, um 1880

Hugo von Logothetti stammt aus einer alten byzantinischen Familie, den Logothetti, die ihre Herkunft von Nikephoros I. Logothetis (804–811 oströmischer Kaiser) ableitet und die seit dem Fall von Konstantinopel 1453 auf der ionischen Insel Zakynthos (Zante) ansässig ist. Zu jener Zeit gehörten die Ionischen Inseln zur Republik Venedig.
Im 18. Jahrhundert gelangte der in Diensten der Republik Venedig stehende Giacomo (Jakob) Graf Logothetti (1741–1802) in das Fürstentum Moldau und mit der Angliederung der Bukowina in den österreichischen Staatsverband. Seine Nachkommen erfüllten eine wichtige Rolle bei der Verteidigung dieser am Rand des Staates liegenden Provinz und gehörten zu den Honoratioren der Hauptstadt Czernowitz.
Hugos Großvater, Hugo I. Graf Logothetti (1801–1861), erwarb nach seiner Verehelichung mit Pauline Freiin von Bartenstein, einer Enkelin des Freiherrn Johann Christoph Bartenstein, 1830 die Güter Bilowitz und Březolupy bei Ungarisch Hradisch in Südmähren. Er ist bekannt als Mäzen des böhmischen Malers Josef Mánes (1820–1871) und ließ von ihm u. a. „Veruna Čudová“ malen – das bekannteste Mánes-Gemälde schlechthin.
Hugo II. wurde am 2. Oktober 1852 in Klausenburg geboren, wo sein Vater Wladimir Graf Logothetti (1822–1892) als Offizier diente. Weil seine Mutter aus höchsten Siebenbürger Adel (Nemes de Hidveg) stammte und in Klausenburg ansässig war, wurde er in der Klausenburger Michaelskirche  getauft. 1858 erfolgte die Rückkehr der Familie nach Bilowitz.

## Karriere
Nach Besuch des Gymnasiums im mährischen Ungarisch Hradisch trat Logothetti als Freiwilliger in das 54. Linieninfanterieregiment in Olmütz ein, musste aber aus gesundheitlichen Gründen den Dienst 1871 quittieren. Da er sehr sprachbegabt war, studierte er 1872–1877 an der von Maria Theresia gegründeten Orientalischen Akademie in Wien, der Vorläuferin der heutigen Diplomatischen Akademie. Während des Studiums erhielt er mehrmals Prämien wegen ausgezeichneten Studienerfolges. Da er fließend Arabisch, Persisch und Türkisch sprach, war seine erste Auslandsstelle zwangsläufig die Botschaft in Konstantinopel, damals eine der wichtigsten diplomatischen Missionen Österreich-Ungarns.
Seine weitere Karriere ist typisch für einen Diplomaten. Er war : Konsular-Eleve in Konstantinopel 1877–1880, Konsular-Eleve in Alexandrien (Ägypten) 1880–1882, Stellvertretender Konsul in Alexandrien in 1882, im selben Jahr Konsul in Port Said. In 1883 Vertreter Österreich-Ungarns in der Entschädigungskommission in Alexandrien. Seit September 1883 Attaché in Konstantinopel, wo er 1886 Gesandtschaftssekretär wurde und Bekanntschaft machte mit dem österreichisch-ungarischen Diplomaten Julius Freiherr Zwiedinek von Südenhorst (1833–1918), seinem späteren Schwiegervater.
Am 17. Juli 1886 erfolgte die Heirat mit Frieda Barbara Freiin Zwiedinek von Südenhorst (1866–1945), in der Kirche St. Mariä Draperis im Diplomatenviertel Konstantinopels – Pera. Im 1889 wurde Logothetti zum Richter der I. Instanz im damaligen gemischten Internationalen Tribunal in Alexandrien ernannt. Diese Funktion hatte er bis 1897 inne. 1897 wurde zum Generalkonsul Österreich-Ungarns in Rumänien in Galati ernannt, wo er zugleich österreichisch-ungarischer Delegat in der europäischen Donaukommission war. Von 1899 bis 1906 war er Generalkonsul in Barcelona, 1906–1907 Konsul in Mailand, 1907–1911 Konsul in Hamburg, 1911–1912 Generalkonsul in Tunis.
Aufgrund der sich abzeichnenden politischen Spannungen auf dem Balkan und im Nahen Osten wurde die Besetzung der Gesandtschaft im damals neutralen Persien mit einem erfahrenen und landes- und sprachenkundigen Diplomaten notwendig. Logothetti wurde deshalb am 12. Mai 1912 vom neuen k. u. k. Außenminister Leopold Graf Berchtold  zum k. u. k. außerordentlichen Minister und bevollmächtigten Gesandten in Teheran ernannt. Über seiner Großmutter Karolina Gräfin Berchtold war Hugo Logothetti mit dem Außenminister verwandt, der auch mehrmals auf Bilowitz zu Gast war.
England und Russland hatten sich ihre Einflusssphären im rohstoffreichen Persien bereits 1906 aufgeteilt – die Russen herrschten über den Norden, die Briten über den Südosten. Im Westen versuchte das Osmanische Reich als Verbündeter Österreich-Ungarns Einfluss zu gewinnen. In einem Geheimabkommen (1907) versuchten England und Russland dieser Sachlage eine völkerrechtliche Legitimation zu geben. Die Perser reagierten mit einer konstitutionellen Revolution, die in den Monaten März–April 1912 mit russischer und britischer Hilfe gewaltsam beendet wurde. Trotzdem war auch der neue Herrscher darauf bedacht, neutral zu bleiben. Im Ersten Weltkrieg erklärte Persien formell seine Neutralität.
Am 4. November 1912 trat Hugo Logothetti offiziell in seiner Funktion in Teheran an. Der Auftrag an den neuen Gesandten war es, die Unabhängigkeit Persiens gegen alle dagegen gerichteten Versuche Russlands und Englands zu bewahren und weiterhin die wirtschaftlichen Interessen Österreich-Ungarns zu fördern.
Als der Erste Weltkrieg ausbrach, war Logothetti auf Urlaub. Angesichts der Ereignisse verblieb die Familie in der Heimat (Mähren) und er kehrte allein auf seinen Posten zurück, wo er – entgegen allen Gepflogenheiten im diplomatischen Verkehr der Staaten – von den Russen verhaftet und nach Abnahme seines Vermögens über Schweden nach Europa abgeschoben wurde. Erst am 27. April 1915 gelangte Logothetti wieder nach Teheran. Nach einem vom Deutschen Reich unterstützten Putschversuch im August 1915 und dem deutschen Versuch, über Persien eine Front gegen Britisch-Indien über Afghanistan zu eröffnen, war die Lage der Gesandten der Mittelmächte ungewiss und unsicher geworden. Ab 1916 verblieb Logothetti faktisch der einzige Gesandte der Mittelmächte in Persien. Mehrere Attentatsversuche in 1916 und 1917 überlebte er fast unverletzt.

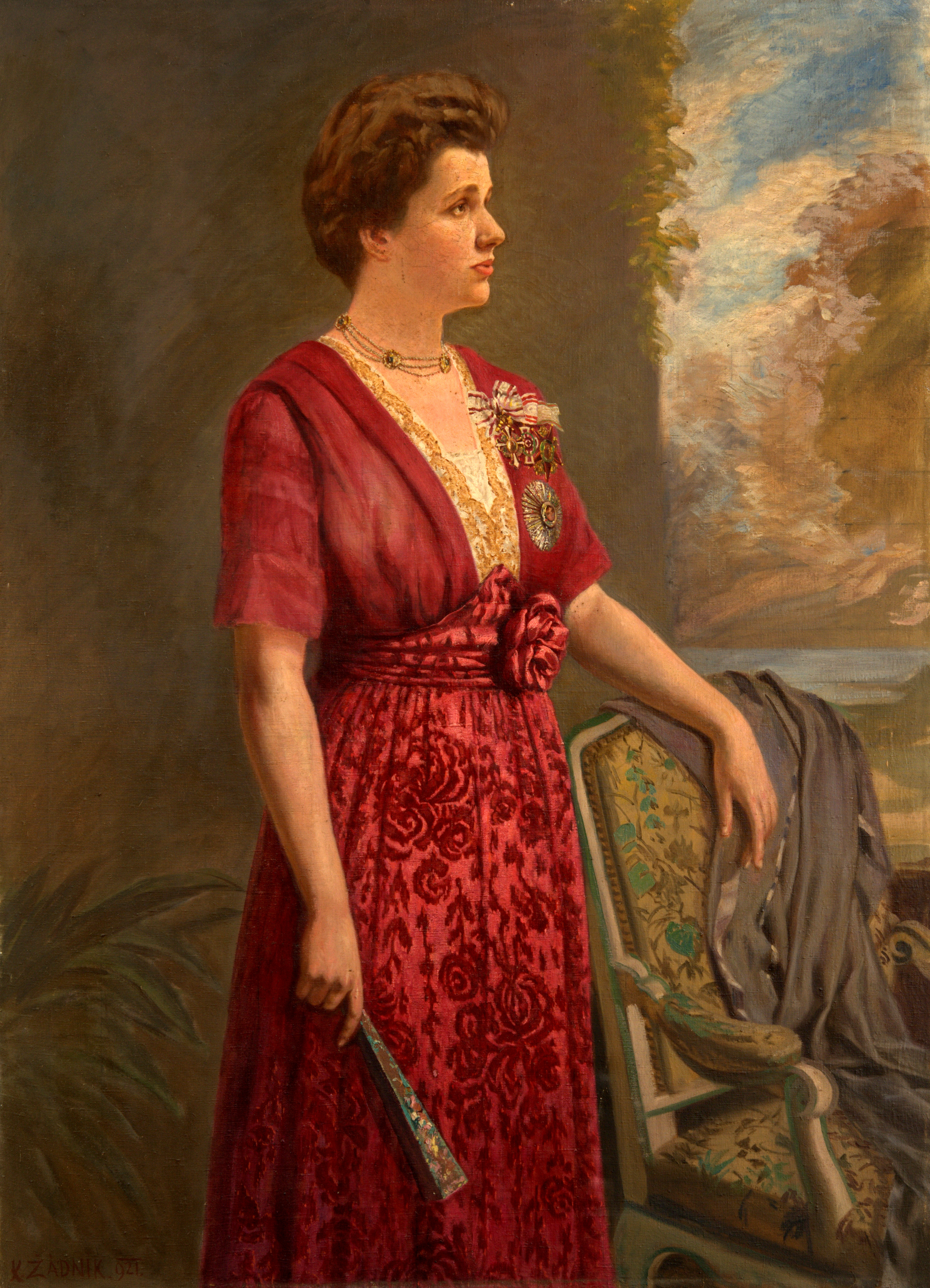
Frieda Gräfin Logothetti geb. Freiin Zwiedinek v. Südenhorst, Gemälde aus 1912 von Karel Žádník, seit 1945 im Slovácké muzeum, Uherské Hradiště

Im Januar 1918 versuchte die neue persische Regierung, die formal nie aufgegebene Neutralität des Landes auch faktisch wiederzugewinnen. Nach der russischen Revolution von 1917 und dem Abzug russischer Truppen aus Persien bemühte sich die österreichisch-ungarische Gesandtschaft verstärkt, Kriegsgefangene österreichisch-ungarischer Herkunft in russischen – turkmenischen Lagern zu befreien, nach Persien zu führen und von dort in die Heimat zu schicken. Dieses Vorhaben gelang nur teilweise, auch weil Logothetti am 3. August 1918 auf mysteriöse Weise plötzlich starb. Allem Anschein nach erlag er einer Arsenvergiftung. Er wurde in der französischen Missionskirche bestattet.

## Familie

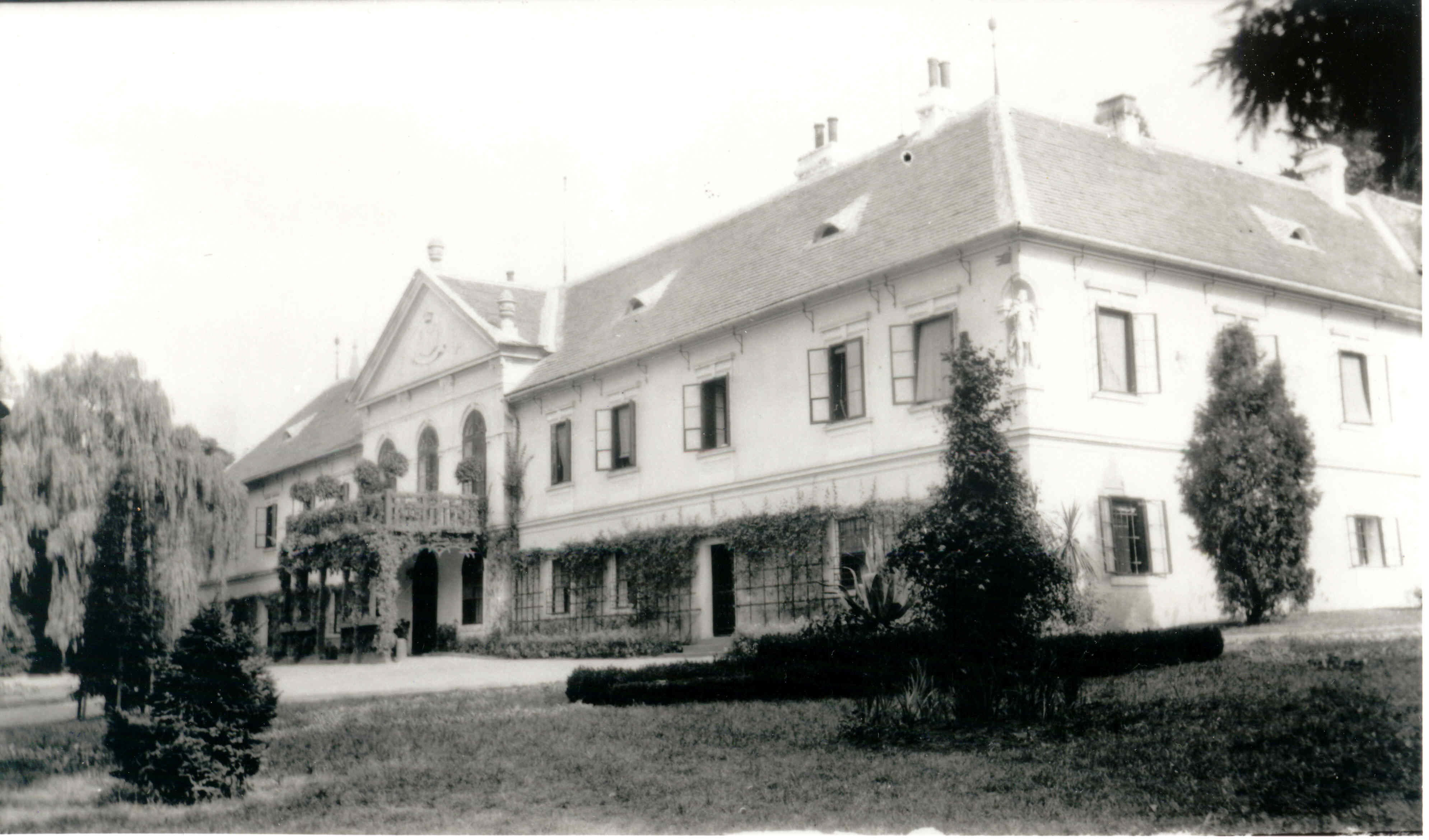
Schloss Bilowitz, Photo: Willem-Bernard Engelbrecht, Juli 1911

Logothetti hatte mit seiner Ehefrau Frieda († 1945) 10 Kinder, von denen sieben das Erwachsenenalter erreichten. Die ältesten Töchter Marie-Rose Gräfin Logothetti (1888–1976) und Karoline (Lola) Gräfin Logothetti (1891–1978) heirateten Diplomaten – Marie-Rose den italienischen Gesandten Giulio Cesare Cavagliere Montagna (1874–1954), Lola den niederländischen Konsul Willem-Bernard Engelbrecht (1881–1955). Hermine (Meta) heiratete den ungarischen Richter Géza de Ertsey und die jüngste Tochter Carmen den Ingenieur Lothar Schmid. Der älteste Sohn Felix diente in der k.u.k. Armee als Offizier (Rittmeister) und heiratete Stella Gräfin Barbo-Waxenstein. 1942 wurden er, seine Frau und sein Sohn Deodat bei einem Angriff von Tito-Partisanen auf das seit Jahrhunderten im Besitz der Familie Barbo befindliche Schloss Watzenberg (Dob) in Slowenien ermordet. Hugo III. Graf Logothetti (1901–1975) blieb bis 1945 auf dem Familiengut Bilowitz ebenso wie Emanuel (1907–1990), der jüngste Sohn Emanuel, der bis 1938 Beamter der tschechoslowakischen Republik war und nach 1945 Beamter des Freistaates Bayern (Ministerialrat für Flüchtlinge) in München wurde, heiratete 1942 Mia de la Garde.

## Orden und Ehrenzeichen
- Ritterkreuz des Franz-Joseph-Ordens im Jahre 1882
- Osmanje-Orden im Jahre 1883
- Kaiserlich und königlich Kämmerer, Österreich-Ungarn – 1895
- Ritter des Ordens der Krone von Italien im Jahre 1899
- Mecidiye-Orden im Jahre 1884
- Mecidiye-Orden I. Klasse mit Stern im Jahre 1897
- Orden der Eisernen Krone im Jahre 1902
- Komtur des Ordens de Isabel la Católic im Jahre 1905
- Komtur I. Klasse des Ordens Karls III. im Jahre 1906
- Großkreuz des ö.k. Leopold-Ordens im Jahre 1908
- Grand Cordon de l’Ordre du Nichan-Istikhar, Tunesien – 1912/1330
- Kriegskreuz für Zivilverdienste I. Klasse im Jahre 1918 (post mortem)